# Capitophorus shepherdiae
Capitophorus shepherdiae är en insektsart som beskrevs av David D. Gillette och Bragg 1916. Capitophorus shepherdiae ingår i släktet Capitophorus och familjen långrörsbladlöss. Inga underarter finns listade i Catalogue of Life.